# Lorenzo Monaco
Lorenzo Monaco (rojen kot Piero di Giovanni), italijanski slikar, *okoli 1370, Siena † 1425, Firence.

## Življenje in delo
Lorenzo Monaco je bil italijanski slikar pozne gotike. Rodil se je kot Piero di Giovanni v Sieni. O njegovi mladosti je malo znanega, razen dejstva, da je bil vajenec v Firencah. Nanj so vplivali Giotto in njegovi sledilci Spinello Aretino in Agnolo Gaddi.
Leta 1390 se je pridružil kamaldolskemu samostanu Santa Maria degli Angeli. Od takrat je bil splošno znan kot Lorenzo Monaco ('Lovrenc menih'). Njegovo ustvarjanje je posledica njegovega meništva. Sprejema vplive bolj čutnega in slikovitega sienskega slikarstva in manj giottovskega slikarstva. Oblikovanje prostora ga ne zanima, krajina tudi ne, bolj ga zanima stilizacija. Bolj je zavezan starejšemu slikarstvu trecenta. Figure, ki so zelo mehko prikazane, ne postavlja v prostor, ozadje je običajno zlato.
Od približno leta 1404 njegova dela kažejo vpliv mednarodne gotike, najzgodnejših del Lorenza Ghibertija in Gherarda Starnine. Iz tega obdobja je Pietà v Gallerie dell'Accademia v Firencah. Njegova dela, pogosto na pozlačenem ozadju, so na splošno kazala duhovno vrednost in navadno niso imela profanih elementov.
Leta 1414 je naslikal Marijino kronanje (danes v galerija Uffizi), za katero je značilno veliko število svetnikov in briljantne barve. V poznem delu svojega življenja Lorenzo ni prevzemal zgodnjih renesančnih novosti, ki so jih uvajali umetniki, kot sta Masaccio in Brunelleschi. To je razvidno iz Poklona Treh kraljev 1420–1422, kjer je tedaj že razširjena geometrijska perspektiva popolnoma odsotna. Lorenzova dela so ostala priljubljena v 1420-ih, kar pričajo številna naročila, ki jih je prejel, na primer Marijine zgodbe v kapeli Bartolini Salimbeni v Santa Triniti, ena njegovih redkih fresk.
Giorgio Vasari v svoji knjigi Življenja umetnikov vključil biografijo Lorenza Monaka. Po florentinskem zgodovinarju je umrl zaradi neznane okužbe, morda gangrene ali tumorja.

## Izbrana dela
Njegova najpomembnejša dela:
- Marijino kronanje (1388–90), Galerija Courtauld, London
- Marija in otrok z svetniki (1395–1402)
- Epizode iz življenja sv. Benedikta (ok. 1407–1409)
- Rojstvo (1409), plošča, za katero se domneva, da je bilo nekdaj del predele
- Marijino kronanje (1414), tudi za Santa Maria degli Angeli
- Triptih Oznanjenje (1410–1415), Gallerie dell'Accademia, Firence
- Kapela Bartolini Salimbeni (1410–1415), Santa Trinita, Firence
- Poklon Treh kraljev (1422)
- Odsekanje glave sv. Pavla, Umetniški muzej univerze Princeton
- Procesijski križ, umetniški inštitut v Chicagu
- Križanje sv. Petra, Waltersov muzej umetnosti, Baltimore
- Madona in otrok, Narodna galerija, Washington, DC
- Madona ponižnosti, Zakladniški muzej bazilike sv. Frančiška Asiškega
- Marija in otrok Jezus, Škotska narodna galerija, Edinburgh

## Slike
- Marijino kronanje, 1388-90, Courtauld Gallery, London
- Madona ponižnosti, 1370–1425, Zakladniški muzej bazilike sv. Frančiška Asiškega
- Marija in otrok s šestimi angeli, 1415-1420
- Madona, 1381–1425, Rijksmuseum, Amsterdam
- Poliptih Ustoličena Marija s svetniki, 1410, Galleria dell'Accademia, Firence
- Prizor iz življenja sv. Benedikta, 1413-1414
- Rojstvo, 1414
- Rojstvo, pred 1424
- Križanje, 1405-1410